# Шукасаптаті

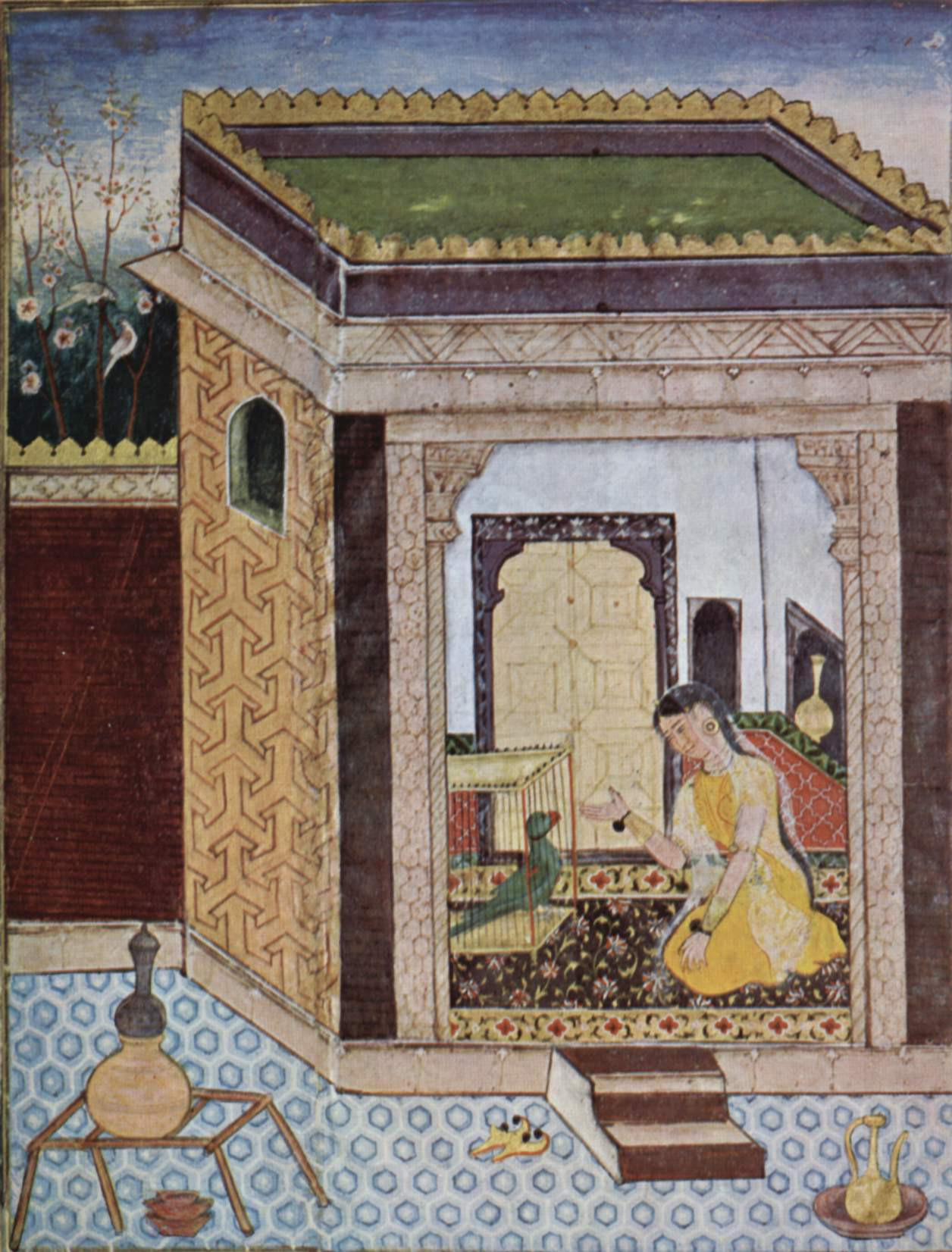
Мініатюра з «Туті-наме» (XV), прообразом якого є «Шукасаптаті» (XII).

Шукасапта́ті (Сімдесят оповідок папуги на санскр. शुकसप्तति) — індійська обрамлена повість у прозі та віршах, що написана на санскриті не раніше ХІІ і не пізніше ХІІІ ст. охоплює різні сфери життя Індії у період раннього середньовіччя. Продовжила традицію закладену подібною збіркою — Панчатантрою, що була написана в ІІІ ст. н. е.
Цілком ймовірно, що спочатку «Шукасаптаті» існувала на пракриті. Історії, які розповідає папуга головній героїні, щоб вберегти її від зрад чоловіку, охоплює різні сфери життя середньовічної Індії. У них зображені всі тогочасні шари індійського суспільства. Багато цих новел сатиричні, та основна частина еротичні. «Шукасаптаті» отримала величезну популярність в Індії та сусідніх країнах. Відомі переклади і наслідування, як на індійських (маратхі, гінді, раджастхані та ін.), так і на інших східних мовах (фарсі, турецькій, малайській). Варто згадати, що не менш відома перська обрамлена повість «Туті-наме» («Книга папуги» перс. توتی-نامه) є перекладом Зія-ед-діна Нехшебі значної кількостіі історій із «Шукасаптаті» на фарсі.
Окремі новели часто зустрічаються і в інших повістях та існують в сучасному фольклорі Індії. Наприклад, існує японська казка «Медуза та мавпа», що дуже подібна до 67 оповідки «Шукасаптаті» про мавпочку Ванапрію та водяне чудовисько — макару, з той відмінністю, що в японській казці «Морський цар» (Рюдзін) мав з'їсти печінку мавпи, щоб одужати (медуза мала доставити мавпу до нього), а в оповідці дружина макари була вагітна і їй заманулось поласувати мавпячим м'ясом. В японській казці мавпа обманула медузу сказавши, що залишила свою печінку на дереві, а в «Шукасаптаті» мавпочка Ванапрія обманула макару сказавши, що забула на дереві своє серце.,.

## Композиція та сюжет
В повісті є основна сюжетна лінія про сина купця Маданавіноду і його дружину Прабгаваті. Маданавінода пиятикував, грав у кості, вів розгульне життя, чим дуже засмучував свого батька купця Харідатту і свою матір Шрінгара-сунгарі. Якось брахман Тривікрама подарував Харідатті «вчену майну» (шпачиху) та папугу запевняючи, що їх «горе розвіється» з цими птахами. Якось папуга розповів Маданавіноді одну невеличку повчальну казку, що дуже вплинула на героя і він вирішує змінитись. По якимось торговим справам він сідає на корабель і вирушає в інші краї. Через деяку кількість днів Прабгаваті починає сумувати за чоловічою увагою і через поради подруг зважується зрадити чоловіку. Її намагається зупинити майна, а потім і папуга, що запропонував їй умову, якщо Прабгаваті виявиться кмітливішою ніж герой його історії вона піде до іншого чоловіка. Кожну ніч, сімдесят днів підряд, папуга розповідає невеличку новелу і Прабгаваті залишається вдома. Основна частина таких історій про жінок, які зраджують чоловікам і яким потім вдається спритно викрутитись із неприємностей, що з ними трапляються. Є серед них історії про тварин, про духів, про звичні людські почуття і про те, як кмітливим героям вдається перехитрити своїх недоброзичливців. Історії охоплюють всі тогочасні верси населення — від брахманів, раджів і раджпутів до купців і бідняків. Через сімдесят днів повертається Маданавінода, Прабгаваті вирішує зізнатись, що хоч у неї і були думки зрадити йому, вона цього не зробила завдяки розповідям папуги і говорить, що тепер він може вчинити так, як забажає. Мадана прощає всі сумніви Прабгаваті, а Харідатті влаштовує на честь повернення сина бенкет.